# Command & Conquer: Red Alert 3 – Uprising
A Command & Conquer: Red Alert 3 – Uprising egy 2009-es valós idejű stratégiai játék, amelyet az EA Los Angeles fejlesztett, és az Electronic Arts adott ki. A játék a Command & Conquer: Red Alert 3 kiegészítője, ám az alapjáték nélkül is működik, és az internetről tölthető le. 30 új pálya található a kiegészítésben, valamint több új egység és négy minihadjárat, azonban ebből hiányoznak az alapjáték bizonyos játékmódjai, mint a többjátékos mód vagy a kooperatív mód.
A kiegészítő egy része, a Commander's Challenge önállóan is megjelent PlayStation 3-ra és Xbox 360-ra Command & Conquer: Red Alert 3 – Commander's Challenge néven 2009. szeptember 24-én. Ez szintén működik az alapjáték nélkül. A játék az Uprising kihívás játékmódját tartalmazza valamint az új egységeket, ám a minihadjáratokat és a gép elleni játékot nem. Szintén online terjesztésűként jelent meg.

## Történet
A játékban négy minihadjárat található: a szovjet, a szövetséges, a japán és a Juriko Omega történetét végigkövető. A történet minden esetben az alapjáték szövetséges győzelmétől folytatódik, és mindegyik három küldetésből áll, a szovjetet kivéve, amely négy küldetést tartalmaz.
A szovjet hadjáratban az előző rész hírszerző tisztje, Dása Fedorovics vette át a maradék szovjet erők irányítását. A játékos feladata az, hogy a szűkös erőforrásait felhasználva harcoljon a szövetségesek és a FutureTech ellen. Ennek részeként előbb Románia területén kell beszivárognia egy ellenséges erődbe és kiszabadítani fogvatartott szovjet tudósokat, majd a FutureTech ellen kell harcolnia. Itt kiderül, hogy a cég nemcsak szovjet állampolgárokon kísérletezik, de egy különleges szerkezetet is készít, amely képes megállítani az időt. Kiderül, hogy a céget titokban támogatja az Európai Unió elnöke, Rupert Thornle, aki létre akarja hozni a mennyországot a Földön az eszköz segítségével.
A szövetséges hadjáratban Josiró császár halála után Tacu herceg veszi át a Felkelő Nap Birodalmának irányítását, és behódol a szövetségeseknek, ám emiatt több militáns és konzervatív hadúr fellázad ellene. A játékos feladata a lázadók elpusztítása, és a harmadik parancsnok, Takara Szato veresége után Tacu felfedi valódi szándékait. Kiderül, hogy a herceg végig arra készült, hogy a lázadóktól szerzett fegyverekkel kiűzi a szövetségeseket Japánból, és új császárrá koronáztatja magát.
A birodalmi hadjáratban Tacu herceg a Szahalint megtámadó szovjet erők ellen küldi a játékost, akinek emberei az ellenség egyik bázisára beszivárogva hátulról támadják meg a szovjeteket. A hadjáratban a szövetségesek is megjelennek, mint akik megpróbálják megállítani a harcot és visszaállítani a békét, ám sikertelenül. Ezután a szovjetek megtámadják Josiró császár sírhelyét, amelynek védelme után a birodalmi erők ellentámadásba mennek át.
A negyedik hadjárat a birodalmi szuperfegyver, Juriko Omega történetét követi. Juriko különleges pszionikus képességekkel rendelkezik, így képes hatalmas lökéshullámokat generálni, tárgyakat elméjével mozgatni, másokat a maga oldalára állítani és pajzsot vonni maga köré. A lányt a Simada Kutatóintézetben tartják fogva, ám egyszer sikerül megszöknie, és a bázis őrségének nagy részét megölnie. Ám még a szabadulás előtt fogságba ejtik. A következő küldetésen a guami kriobörtönben található, ahol lefagyasztották háborús szerepléséért. Innen kitörve fellázítja az egész tábort, majd a tengeren keresztül megszökik, erejével megsemmisítve egy szövetséges repülőgép-hordozó köteléket. Ezután visszatér a kutatóintézetbe, végez az őrséggel, majd megöli Simada doktort is. Izumi, akinek a hívására cselekedett végig, azonban el akarja pusztítani, hogy ismét ő legyen a legerősebb, Juriko így kénytelen megölni őt.

## Szereposztás
Ahogy az alapjátékban, itt is filmes átvezetők mesélik el a történetet a pályák között. Az alábbi listában csupán az új szereplők találhatóak, a Red Alert 3-ban lévők nem.
Szövetségesek
- Holly Valance mint Brenda Snow[4][5][6]
- Ric Flair mint Douglas Hill parancsnok[4][5]
- Malcolm McDowell mint Rupert Thornley EU elnök[4][5]
- Jodi Lyn O'Keefe mint Kelly Weaver, a FutureTech igazgatója[4][5]
- Louise Griffiths mint Lydia Winters parancsnok

Felkelő Nap Birodalma
- Jamie Chung mint Takara Szato parancsnok[4][5]
- Julia Ling mint Izumi[7]
- Vic Chao mint Dr. Sindzsi Simada

Szovjetunió
- Moran Atias mint Vera Belova parancsnok

## Fogadtatás
| Összegzőoldal | Értékelés |
| ------------- | --------- |
| GameRankings  | 64%       |
| Metacritic    | 64/100    |

| Szerző        | Értékelés |
| ------------- | --------- |
| 1Up.com       | C         |
| GameSpot      | 5/10      |
| GameSpy       | 3/5       |
| GameStar (DE) | 72/100    |
| GameStar (HU) | 86/100    |
| IGN           | 6,8/10    |
| PC Guru       | 70/100    |

A PC Guru tesztjében a továbbra is szép hangzásvilág és Juriko történetszála, illetve az új egységek szerepeltek a pozitívumok oldalán. Negatívum a többjátékos lehetőségek hiánya, illetve a Challenge (Kihívás) mód kiegyensúlyozatlan nehézsége. Összességében egy komoly meglepetések nélküli, korrekt kiegészítőnek nevezték, ami hiányosságait alacsony árával kompenzálja. A GameStar értékelésében a zenét és a könnyed hangvételt, az új egységeket és Juriko hadjáratát tartották a kiegészítő fő pozitívumának, míg a színészi teljesítményeket és a sablonos történetet, illetve a grafika fejlődésének hiányát illeték negatív kritikával, valamint azt a tényt, hogy kizárólag az egyjátékos mód bővült tartalommal.